# GNV Azzurra
GNV Azzurra è una nave traghetto appartenente alla compagnia di navigazione italiana GNV.

## Caratteristiche
Originariamente la nave era lunga 142 metri e poteva trasportare circa 2000 passeggeri, dei quali 1142 in cabina, e 500 autovetture alla velocità di 21 nodi. Nel 1988 il traghetto fu sottoposto a degli importanti lavori di ristrutturazione, che comportarono l'aggiunta di un troncone di circa 25 metri e di tre ulteriori ponti di cabine. Questo aumentò la capacità di carico della nave, che passò a 2200 passeggeri e 650 autovetture, ma ne ridusse la velocità di servizio a 19 nodi. Nel 1999 la conversione di parte del garage in cabine diminuì il numero di autovetture trasportabili, che passò a 560, portando il numero di posti letto a 1786.

## Servizio

### Rederi ab Gotland, Oy Vaasa-Umeå ab (1981-1983)
Al termine degli anni '70 la cantieristica svedese era in crisi per mancanza di commesse: il governo svedese decise quindi di spingere la Rederi ab Gotland, compagnia che gestiva collegamenti dall'omonima isola, all'acquisto di nuove unità, dietro la promessa di sovvenzioni per le linee servite. La compagnia ordinò quindi due grandi traghetti, capaci di trasportare più di 2000 passeggeri, agli Öresundsvarvet Ab di Landskrona. La prima unità, battezzata Visby, entrò in servizio nell'autunno del 1980. Il volume di traffico tra l'isola e il continente non era però sufficiente a giustificare l'entrata in servizio della seconda nave, varata a fine 1980 come Gotland, che fu quindi noleggiata subito dopo la consegna alla finlandese Oy Vaasa-Umeå Ab, prendendo il nome di Wasa Star ed entrando in servizio tra Vaasa e Sundsvall.
Nel febbraio 1982 l'approdo in Svezia fu spostato a Umeå e il 14 dello stesso mese la nave si incagliò nei pressi di Holmsund, riportando danni ai serbatoi che la costrinsero a recarsi a Helsinki per le riparazioni: tuttavia, non essendoci bacini di carenaggio disponibili in quel momento, la nave dovette essere portata nei cantieri navali di Kiel, in Germania. La Wasa Star tornò in servizio tra Vaasa e Sundsvall il primo aprile, ma anche in questa occasione il numero di passeggeri trasportati si rivelò inferiore alle aspettative e a fine agosto la nave fu posta in disarmo.

#### Noleggio a Karageorgis (1983)
Nel maggio 1983 il traghetto fu noleggiato alla greca Karageorgis Lines per collegare Ancona con Patrasso e Igoumenitsa. L'operazione però si complicò perché a termine noleggio la compagnia greca si rifiutò di pagare: un equipaggio svedese fu mandato in tutta fretta ad Ancona per evitare il sequestro dell'imbarcazione, ma la vicenda fu resa ancora più difficile dalla presenza dell'equipaggio greco, al quale non veniva pagato lo stipendio da tre mesi e che si rifiutava di lasciare la nave. Nonostante tutto la Wasa Star riuscì a far ritorno in Svezia.

### Larvik Frederikshavn Lines (1984-1996)
Nel frattempo, il 29 agosto 1983 la nave era stata acquistata dalla norvegese Larvik Frederikshavn Line, per la quale entrò in servizio tra Larvik e Frederikshavn (Danimarca) nel marzo 1984 con il nome di Peter Wessel. Il 27 giugno 1986 la nave ebbe una collisione a causa della densa nebbia con il piccolo cargo battente bandiera panamense Sydfjord, che affondò rapidamente; otto membri dell'equipaggio del cargo morirono, mentre gli altri tre furono portati in salvo dal traghetto.
Nell'autunno 1988 la nave fu sottoposta ad un intervento di allungamento nel cantiere Blohm + Voss di Amburgo, durante il quale al traghetto furono aggiunti un troncone di venticinque metri e tre ulteriori ponti di cabine. Questi importanti lavori aumentarono la capacità di carico della nave, ma ne ridussero considerevolmente la velocità di servizio. Rientrata in servizio a fine ottobre, la nave rimase alla Larvik Frederikshavn Lines fino al 1996, quando la compagnia entrò a far parte della Color Line.

### Color Line (1997-2008)

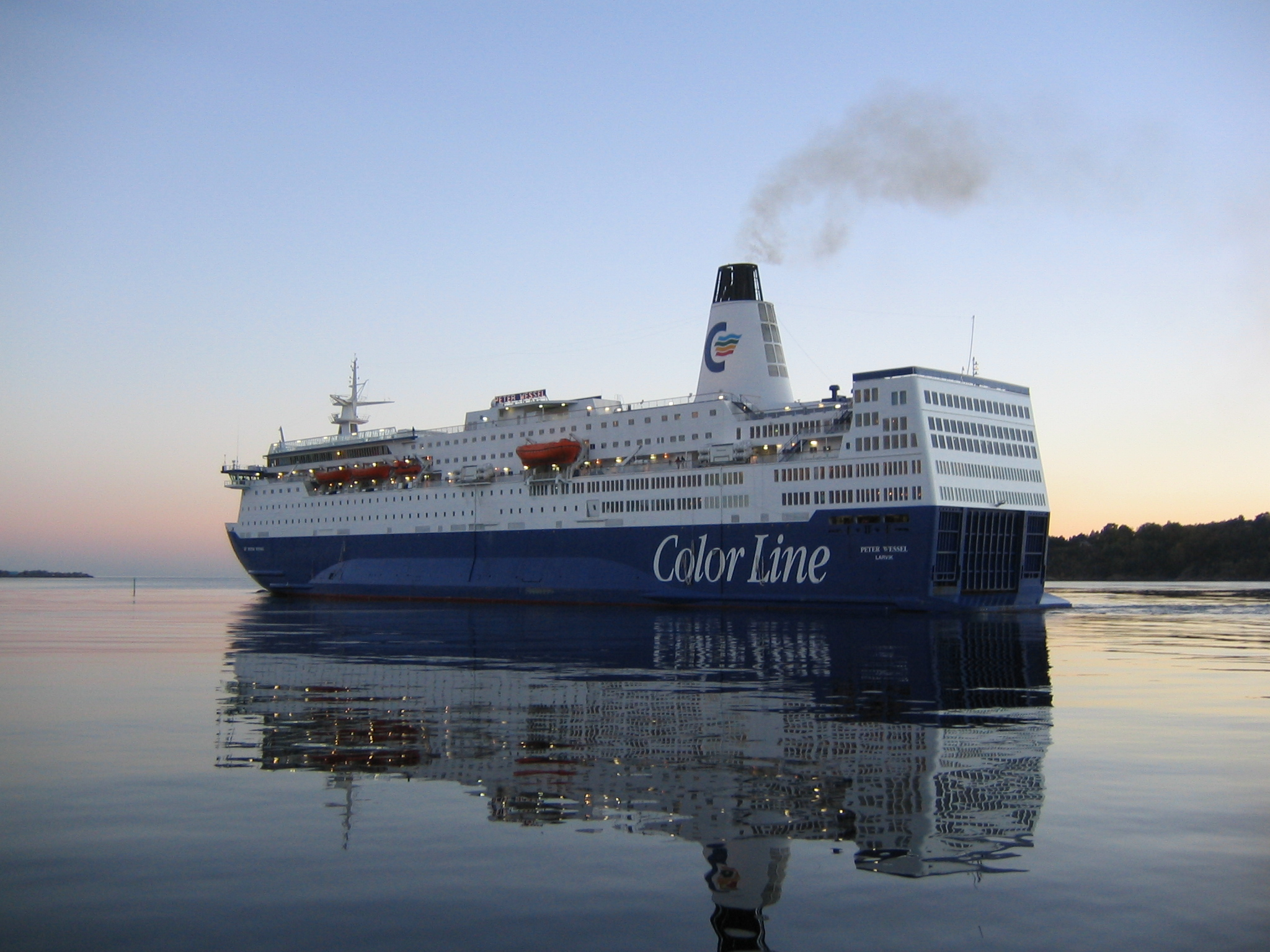
Il traghetto con la livrea della Color Line

Il passaggio alla Color Line non portò conseguenze immediate per la nave, che rimase in servizio tra Larvik e Frederikshavn. Nel 1999 alcune parti del garage furono trasformate in cabine, con conseguente riduzione delle capacità di carico di autoveicoli. Nel marzo 2003 la nave fu nuovamente sottoposta a dei lavori, che comprendevano l'aggiunta di due controcarene laterali per aumentarne la stabilità, rientrando in servizio nell'aprile dello stesso anno. Nel 2006, dopo ventidue anni di servizio tra Larvik e Frederikshavn, la Peter Wessel fu spostata sul collegamento Larvik - Hirtshals.
Il 22 marzo 2007, durante un viaggio verso Hirtshals, alcuni pannelli elettrici presero fuoco e la nave fu costretta a entrare in porto a Frederikshavn; tornò in servizio un mese dopo, una volta completate le riparazioni. Dopo un breve ritorno sulla sua linea "storica" tra agosto e settembre per lavori nel porto di Hirtshals, nell'ottobre 2007 il traghetto fu venduto all'italiana SNAV con consegna nell'aprile successivo.

### SNAV - GNV (dal 2008)
La Peter Wessel continuò a collegare Larvik e Hirtshals fino al 6 aprile 2008, quando fu avviata verso l'Italia per essere consegnata ai nuovi proprietari. Rinominata SNAV Toscana, la nave entrò in servizio tra Civitavecchia e Palermo, venendo impiegata anche nei collegamenti tra il porto laziale e Olbia. Tra gennaio e febbraio 2011 fu noleggiata per un breve periodo a Grandi Navi Veloci, prestando servizio tra Genova e Porto Torres. Venne poi inserita sulla Civitavecchia - Olbia in sostituzione della SNAV Lazio e della SNAV Sardegna, a loro volta spostate sul collegamento Napoli - Palermo in seguito alla vendita per demolizione della SNAV Campania e della SNAV Sicilia nell'ottobre 2010.
Per la stagione estiva 2012 la nave non tornò regolarmente in linea tra Olbia e Civitavecchia ma fu noleggiata alla Grandi Navi Veloci per collegare Genova e Porto Torres in coppia con la Moby Corse. Allo scadere del contratto con la GNV la SNAV Toscana fu posta in disarmo nel porto di Palermo, rientrando in servizio nell'aprile 2013, prima sulla Napoli - Palermo e poi, in estate, sulla Genova - Porto Torres sempre per conto di Grandi Navi Veloci, essendosi ormai fusa con SNAV, e avendo acquisito tutte le rotte "a lungo raggio" ossia la Genova-Porto Torres Civitavecchia-Olbia (rotta chiusa) e Napoli-Palermo.
Dopo aver affrontato un lungo viaggio per Sochi, ove venne usata come hotel in coincidenza delle Olimpiadi invernali, la nave fece ritorno in Italia e venne posta in disarmo a Napoli. Nella stagione estiva 2014 svolse la rotta Genova-Porto Torres, per poi essere posta in disarmo a Palermo.
Nell'inverno 2014 la nave fu noleggiata per essere impiegata come alloggio per i lavoratori ad un impianto di estrazione di gas nelle isole Shetland, in Scozia, dove prese servizio a partire dal 6 marzo, tornando poi in Italia a maggio. Dal 16 dicembre 2015 la nave fu spostata sulla Bari-Durazzo, al posto della Rhapsody.
Nel 2016 la nave operò la tratta Porto Torres-Genova in estate e Bari-Durazzo in inverno. A fine dicembre sostituì SNAV Lazio e SNAV Sardegna sulla Napoli-Palermo, in coppia con il Majestic.
Il 19 febbraio 2017, un incendio colpì la sala motori a 1 miglio dalla costa. Tutte le 188 persone a bordo rimasero illese.
A giugno 2017 la nave fu rinominata GNV Azzurra e immessa nella linea Bari - Durazzo.
Da settembre a novembre 2017 la nave fu impiegata come alloggio per gli agenti della polizia spagnola a Tarragona, nel contesto del referendum sull'indipendenza della Catalogna del 2017.
Da fine maggio 2019 è impegnata nel sostituire l'Aurelia sulla linea Ancona - Spalato (tranne che per un breve periodo a giugno 2019, in cui è stata utilizzata come nave albergo a Brest). Dal 30 giugno riprende regolarmente la linea estiva Bari-Durazzo, che termina di esercitare il 10 novembre, venendo sostituita dalla Aurelia.
Successivamente, a fine novembre, viene noleggiata come nave-albergo per i dipendenti della Virgin Voyages, in attesa alla Fincantieri di Sesti Ponente della consegna della Scarlet Lady.
Terminato il noleggio in Liguria, il 14 febbraio 2020 fa rientro sulla Bari-Durazzo in sostituzione della AF Francesca. Dal 10 marzo al 16 giugno, i collegamenti passeggeri tra Italia e Albania vengono interrotti a causa della pandemia di COVID-19: di conseguenza il traghetto rimane fermo presso il porto di Bari. Dal 26 luglio al 1º agosto, lascia momentaneamente l'Adriatico per entrare sulla linea Sète - Nador.
Dal 3 agosto fino a gennaio 2021 (e nuovamente dal 3 maggio seguente) viene utilizzata come nave quarantena dal Ministero dell'interno nell'ambito dell'emergenza sbarchi in Sicilia, operando nei porti di Lampedusa, Porto Empedocle, Trapani e Augusta.
Il 31 gennaio 2023, GNV annuncia che ha noleggiato la nave alla società Defartes Global Services come hotel galleggiante per 3 mesi. La nave arriva nel porto di Filyos lo stesso giorno.
Il 12 giugno 2024 la nave arriva nel porto di Brindisi come hotel galleggiante per ospitare circa 500 agenti impegnati nella sicurezza del G7 del 2024 come soluzione rapida dato il sequestro della ex Costa Magica avvenuto per le scarse condizioni igienico sanitarie.
Successivamente la nave viene posta in disarmo nel porto di Pozzuoli.
Il 16 Gennaio 2025 viene trasferita dal porto di Pozzuoli a quello di Napoli.
A luglio 2025 rientra in servizio sulla Genova-Porto Torres

## Navi gemelle
- Rigel II (ex Scandinavia e Visby)